# عز الدين حسين
عز الدين حسين (بالفارسية: عز الدین حسین) كان ملك من سلالة الغوريون. خلف والده قطب الدين حسن عام 1100. عندما اعتلى حسين العرش الغوري، كانت مملكته في حالة من الفوضى. لكنه تمكن من استعادة السلام وتقوية مملكته. في أواخر عهده، غزا السلطان السلجوقي أحمد سنجر مناطقه وهزمه وأسره. ومع ذلك، أطلق سنجر سراح حسين لاحقًا مقابل دفع الخراج إليه. بعد وفاة حسين عام 1146، خلفه ابنه سيف الدين سوري. كان لحسين أيضًا ستة أبناء آخرين قاموا فيما بعد بتقسيم المملكة الغوريين فيما بينهم.